# Erich Lezinsky

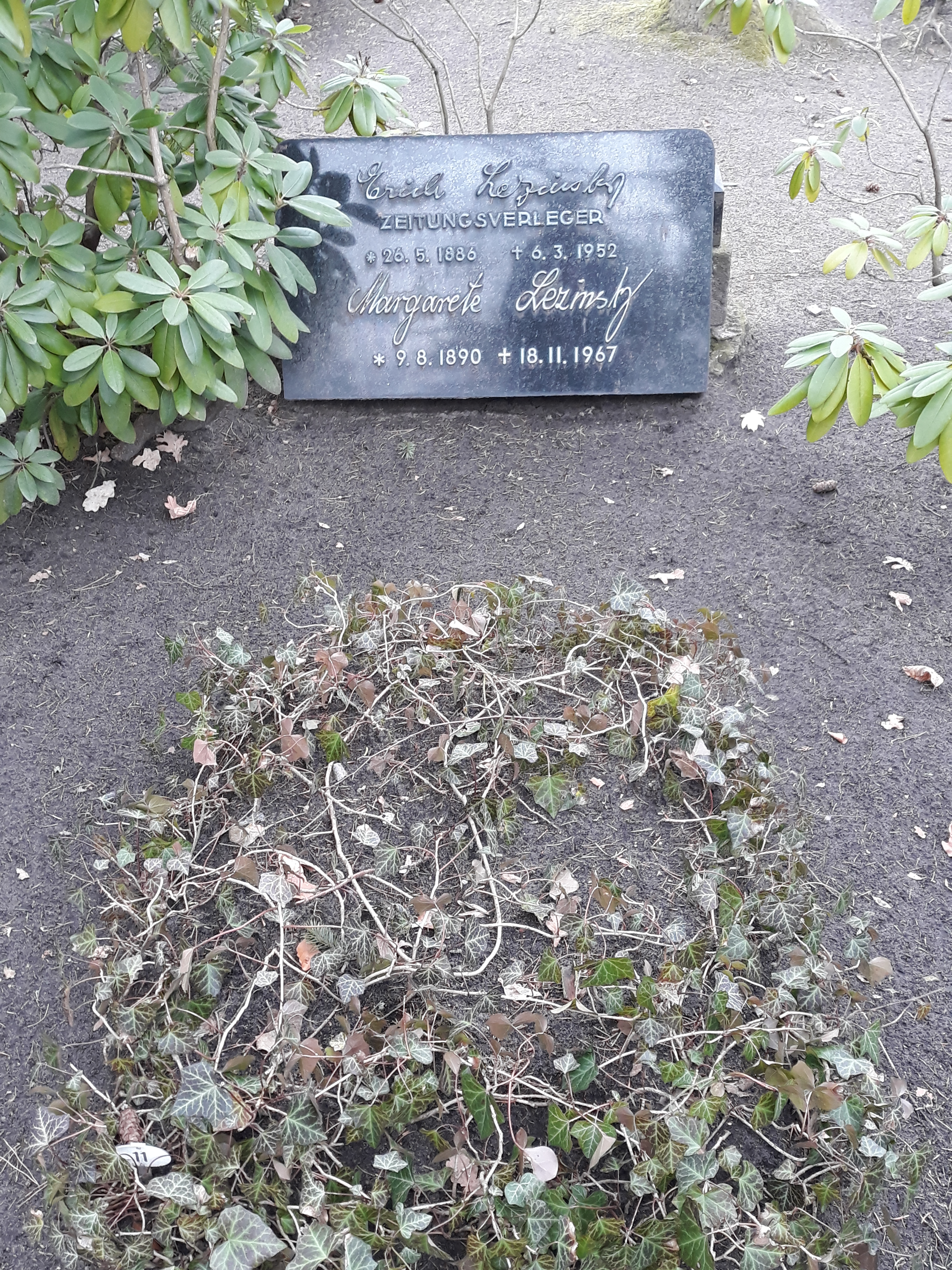
Das Grab von Erich Lezinsky und seiner Ehefrau Margarete auf dem Friedhof In den Kisseln in Berlin.

Erich Lezinsky (* 26. Mai 1886 in Gorgast, Kreis Lebus; † 6. März 1952 in West-Berlin) war ein deutscher Verleger und Politiker (SPD).

## Biografie
Erich Lezinsky war ein Sohn eines Försters und besuchte eine Volksschule. Er machte eine Lehre als Buchdrucker und ging 1904 nach Berlin, um in einer Druckerei in Berlin-Kreuzberg zu arbeitete. Im selben Jahr trat er dem Verband der Deutschen Buchdrucker und der SPD bei. Im Ersten Weltkrieg wurde Lezinsky als Soldat eingezogen. Nach dem Krieg wurde er Redakteur beim Neuen Märkischen Volksblatt in Landsberg an der Warthe, wo er auch in die Stadtverordnetenversammlung gewählt wurde. 1925 wechselte er als Redakteur zum sozialdemokratischen Volksblatt in Berlin-Spandau. Bei der Berliner Wahl 1929 wurde Lezinsky in die Stadtverordnetenversammlung von Groß-Berlin gewählt.
Nach der „Machtergreifung“ der Nationalsozialisten wurden auf Beschluss des NS-Reichsministers Wilhelm Frick am 7. Juli 1933 alle SPD-Stadtverordneten aus ihrem Amt entfernt und Lezinsky wurde zunächst in Spandau, später im KZ Brandenburg inhaftiert. Durch das gleichzeitige Verbot des Spandauer Volksblatts wurde er arbeitslos. Seine Ehefrau Margarete eröffnete daraufhin einen Tabakwarenladen, der ihm auch die Aufrechterhaltung der Kontakte mit den früheren SPD-Mitgliedern ermöglichte. 1938 erhielt Lezinsky eine Arbeitsstelle bei Siemens. Nach dem Attentat vom 20. Juli 1944 wurde er im Rahmen der „Aktion Gitter“ im KZ Sachsenhausen gefangengehalten.
Nach dem Zweiten Weltkrieg 1945 arbeitete Lezinsky als Pressereferent im Bezirksamt Spandau. Im folgenden Jahr erhielt er von der Britischen Militärregierung die Lizenz, eine Tageszeitung für Spandau zu publizieren. Die erste Ausgabe erschien am 5. März 1946, eine der ersten deutschen Zeitungen nach dem Krieg. Als Name wählte er Spandauer Volksblatt. Bei der ersten Berliner Wahl im Oktober 1946 wurde Lezinsky zunächst in die Bezirksverordnetenversammlung von Spandau gewählt, doch da Gottlob Münsinger Bezirksbürgermeister von Spandau wurde, rückte Lezinsky im Januar 1947 in die Stadtverordnetenversammlung von Groß-Berlin nach.
Lezinsky wurde auf dem Spandauer Friedhof In den Kisseln beerdigt (Grablage: Abt. 140).